# Американська тонна
Американська тонна (коротка тонна) (англ. ton; short ton) — неметрична одиниця вимірювання маси, використовувана в США. У США її часто називають просто «тонна», в той час, як для метричної та англійської (довгої) тонни спеціально уточнюється, яка з них використовується. Однак є окремі випадки, коли за замовчуванням йдеться про або довгу тонну (наприклад, при вказівці водотоннажності суден), або метричну тонну (наприклад, дані про світовий урожай зерна).
1 американська тонна = 20 коротким хандредвейтам = 2000 торговим фунтам = точно 907,18474 кг.
Обидві тонни, і довга і коротка, визначені як 20 хандредвейтів, проте визначення хандредвейтів в англійській і американській системах мір розрізняються.
На відміну від метричної тонни, яка англійською пишеться з двома n (tonne), американська тонна пишеться з одним n (ton).